# 索菲柯·谢瓦尔德纳泽
索菲柯·谢瓦尔德纳泽（1978年9月23日—）是今日俄罗斯电视台的一名记者。她是已故前苏联外长、格鲁吉亚前总统爱德华·谢瓦尔德纳泽的孙女。

## 外部連結
- 索菲柯·谢瓦尔德纳泽的Instagram帳戶
- 索菲柯·谢瓦尔德纳泽在互联网电影资料库（IMDb）上的資料（英文）